# Peneothello
A Peneothello  a madarak osztályának verébalakúak (Passeriformes) rendjébe és a cinegelégykapó-félék (Petroicidae) családjába tartozó nem.

## Rendszerezésük
A nemet Gregory Macalister Mathews írta le 1920-ban, az alábbi fajok tartoznak ide:
- Peneothello bimaculata
- Peneothello sigillata
- Peneothello cryptoleuca
- palakék bozótlégykapó (Peneothello cyanus)

## Előfordulásuk
Új-Guinea szigetén honosak. Természetes élőhelyeik a szubtrópusi és trópusi esőerdők és cserjések. Állandó, nem vonuló fajok.

## Megjelenésük
Testhosszuk 13–15 centiméter közötti. 

## Életmódjuk
Főleg rovarokkal táplálkoznak, de alkalmanként gyümölcsöt és magvakat is fogyasztanak.